# JR貨物M12B形コンテナ
JR貨物M12B形コンテナ（JRかもつM12Bがたコンテナ）は、2002年（平成14年）に5個製造された日本貨物鉄道（JR貨物）の20 ftコンテナ（無蓋コンテナ）。

## 構造

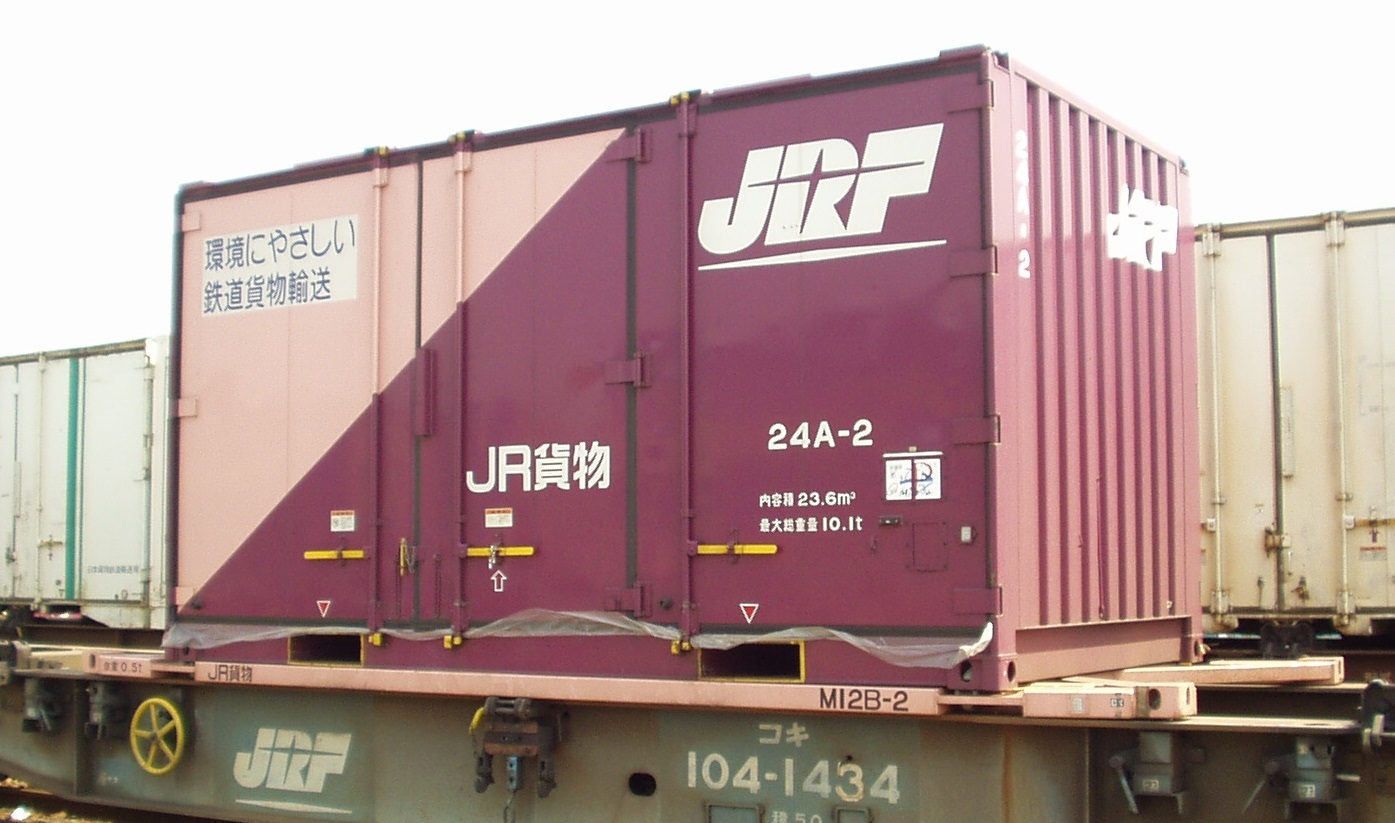
24A形のアダプタとして使用中

15 ftの24A形を20 ftコンテナとしてコキ110形以外のコンテナ車に積載するために使用される変換アダプター用コンテナ。コンテナ貨車や輸送用トラックとの緊締装置（20 ft適応緊締装置）を本体下部に備え、15 ftコンテナとの緊締装置を本体上面中央よりに備えている。自重0.5 t。塗装は桃色。
東急車輛製造大阪製作所にて製造された。
なお変換アダプター的用途のためコンテナ本来の目的である直接貨物を積載することはできず、また15 ftコンテナ以外は一切積載出来ない。